# Scalinato
Scalinato è un termine utilizzato in araldica per indicare una linea di contorno e figure fatte a scalini.
Il numero dei pezzi che costituiscono la linea, cioè il numero dei piani che forma, deve essere blasonato, altrimenti si rende possibile la confusione delle armi. Alcuni araldisti utilizzano anche il termine gradato. Deve essere blasonata anche la direzione verso cui scende la linea scalinata.
In qualche caso il termine serve a indicare che un edificio, una torre ad esempio, ha la base munita di scalini, il cui numero va blasonato.
Dicesi anche scalinata (in francese perronné) la croce i cui bracci terminano con alcuni scalini.

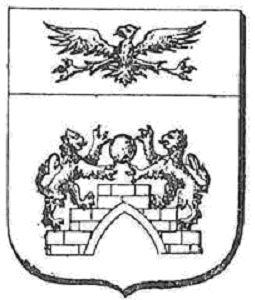
Arco scalinato
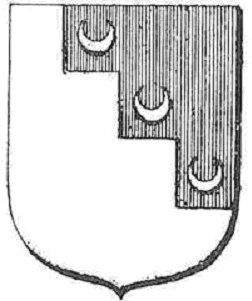
Scalinato a destra di tre pezzi
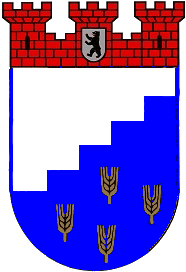
Tagliato scalinato d'argento e d'azzurro di cinque pezzi (Hohenschönhausen, Germania)
Banda scalinata di due pezzi (Brembate di Sopra)
D'argento, a due scaglioni scalinati di rosso (Drochtersen, Germania)
Torrione scalinato di due (Oppido Mamertina)
D'azzurro, alla croce ricrociata e scalinata di tre pezzi d'oro (Mairieux, Francia)
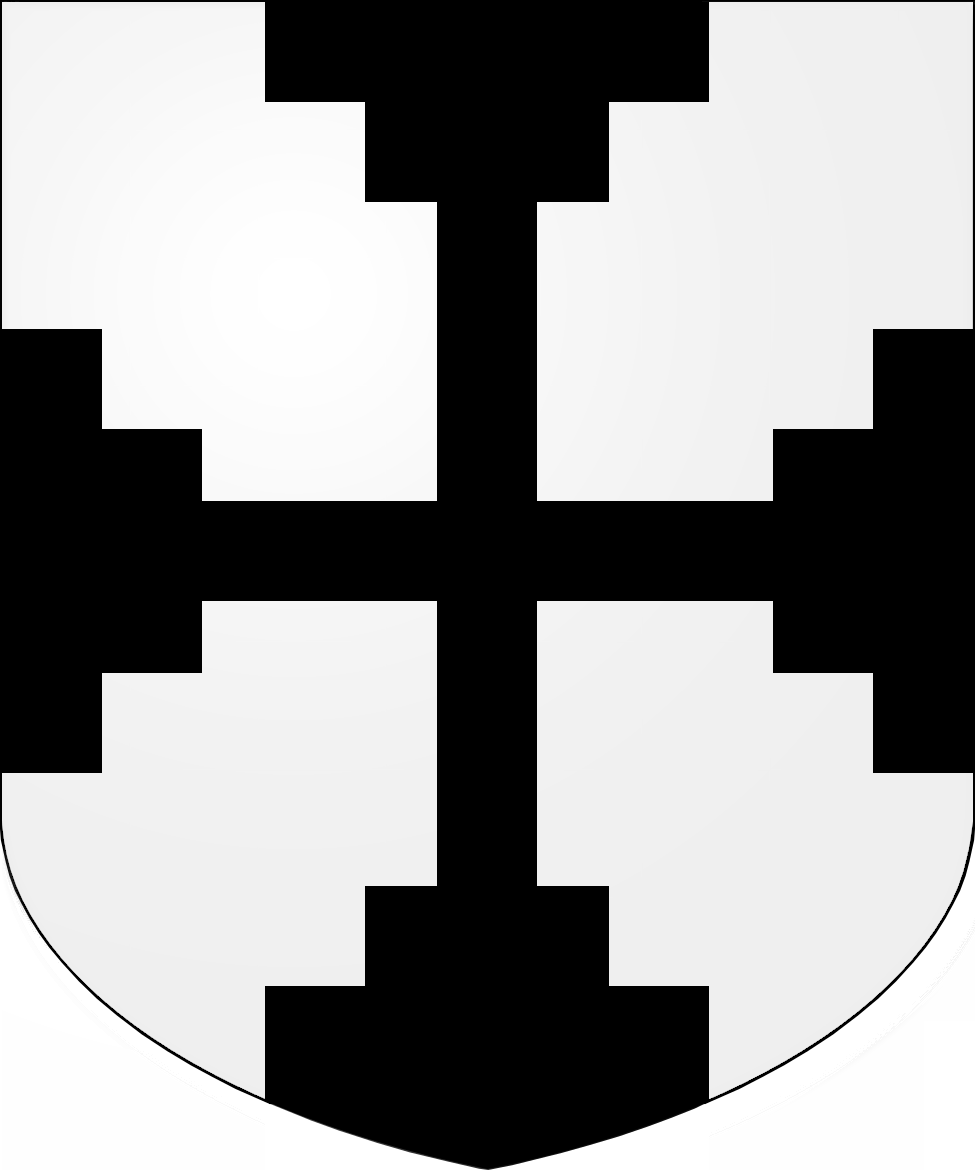
Croce scalinata